# Togo

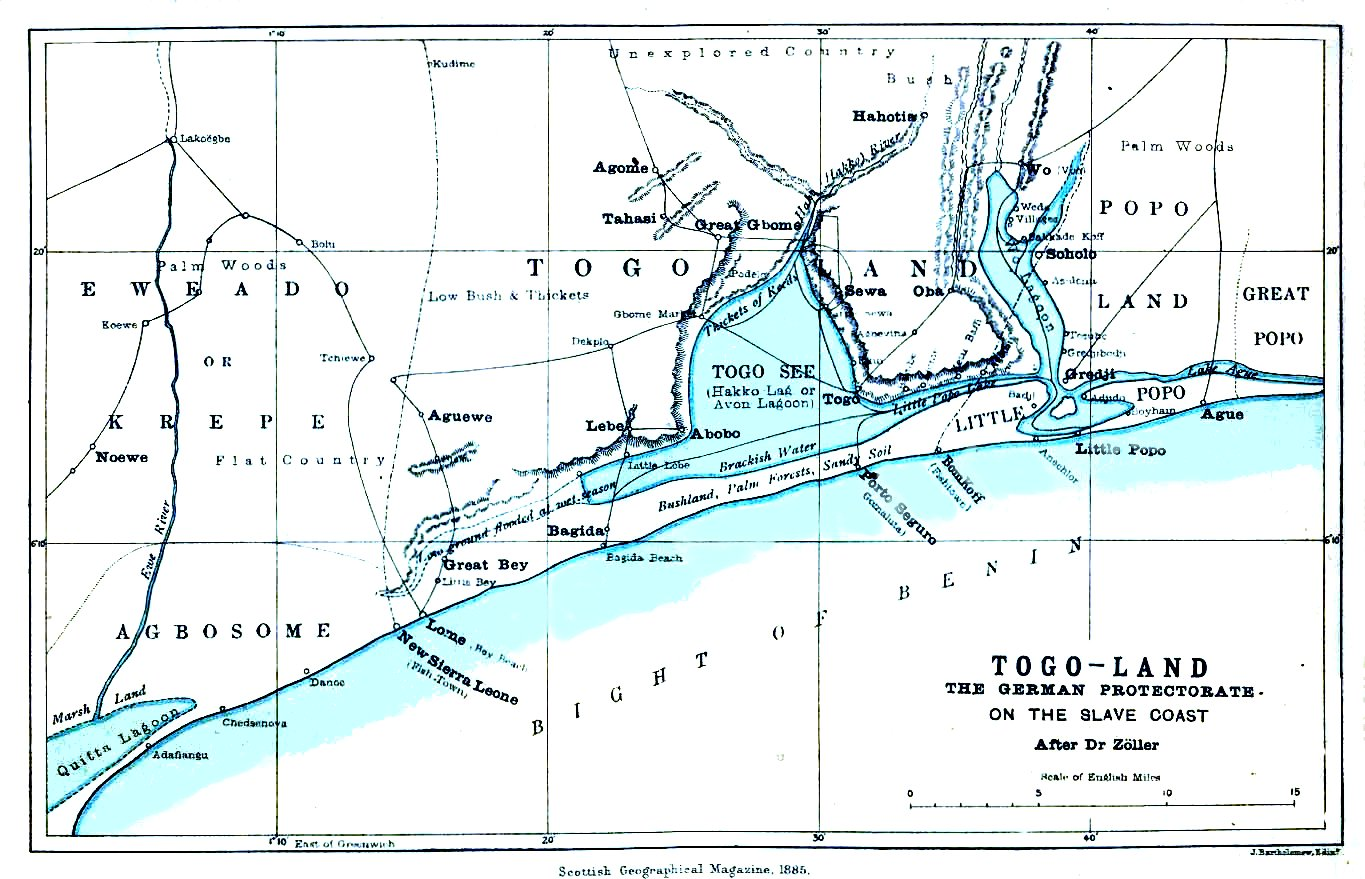
Wybrzeże Togo w 1885

Togo, Republika Togijska – państwo w zachodniej Afryce nad Zatoką Gwinejską. Graniczy z Ghaną, Beninem i Burkina Faso. Obecnie członek Unii Afrykańskiej i ECOWAS.

## Geografia
Togo położone jest w zachodniej Afryce, nad Zatoką Gwinejską. Graniczy od wschodu z Beninem, od zachodu z Ghaną, a od północy z Burkina Faso. Większość powierzchni państwa zajmują góry i tereny wyżynne. Na południu kraju znajduje się aluwialna nizina nadbrzeżna stopniowo przechodząc na północy w wyżynę. Na południowo-zachodnim brzegu kraju przebiega pasmo Gór Togo (Atakora). Togo posiada piaszczyste wybrzeże z licznymi lagunami i mierzejami. Średnie temperatury miesięczne wahają się w granicach 23–32 °C.

## Historia
Od XII do XIV wieku na terenie Togo osiedliły się ludy pochodzące z Nigru. Około roku 1471 tereny te zostały odkryte przez Portugalczyków. W XIX wieku rozwinął się handel niewolnikami. Do 1918 Togoland obejmował także część obecnej Ghany i był kolonią niemiecką. Po wybuchu I wojny światowej na terytorium kolonii wkroczyły wojska brytyjskie i francuskie.
W 1922 Togoland został podzielony między Wielką Brytanię i Francję. W 1941 roku przeciwnicy kolaborującego we Francji pronazistowskiego rządu marszałka Philippe Pétaina utworzyli Komitet Jedności Togijskiej a działacze ugrupowania do czasu zajęcia kraju przez aliantów byli poddani represjom. Po II wojnie światowej obie części stały się terytorium powierniczym ONZ pod administracją Francji i Wielkiej Brytanii (Togo Francuskie i Togo Brytyjskie). W 1956 brytyjska część Togo, w wyniku plebiscytu, została przyłączona do brytyjskiego Złotego Wybrzeża (obecnie Ghana) i rok później znalazła się w granicach niepodległej Ghany. Część francuska zyskała status autonomicznej republiki w ramach Wspólnoty Francuskiej. Autonomia nie zadowoliła jednak mieszkańców kraju którzy na czele z Sylvanusem Olympio domagali się pełnej niepodległości. Ruch niepodległościowy od 1956 do 1958 ruch narodowowyzwoleńczy był represjonowany. W 1960 roku Olympio, nie przyjął oferty Kwame Nkrumaha z Ghany który proponował połączenie Togo z Ghaną, a 27 kwietnia tego samego roku Togo uzyskało niepodległość. Rok później prezydentem Togo został Sylvanus Olympio, wówczas przywódca partii Jedność Togijska.
Po dwóch latach prezydentury Olympio nastąpił wojskowy zamach stanu. Sylvanus Olympio został zastrzelony przez kilku oficerów uczestniczących w spisku. Nowym przywódcą państwa został Nicolas Grunitzky. W 1967 Grunitzky został zastąpiony przez generała Gnassingbé Eyadémę w wyniku kolejnego puczu. Eyadéma wprowadził w kraju dyktaturę jednopartyjną a jako doktrynę polityczną przyjął antykomunizm oraz rozwinął na wielką skalę kult jednostki. W 1969 utworzona została jedyna legalna partia polityczna, Zrzeszenie Ludu Togijskiego. W 1979 roku w Togo przywrócono rządy parlamentarne przy utrzymaniu monopartyjnego systemu politycznego. W 1980 została uchwalona konstytucja kraju. 11 lat później na skutek afrykańskiej demokratyzacji wprowadzono system wielopartyjny. W lipcu 1991 do Togo powrócił Gilchrist Olympio, syn zabitego w zamachu stanu prezydenta. Olympio wziął udział w procesie demokratyzacji kraju w ramach obrad Konferencji Suwerenności Narodowej. W wyniku prac komisji powołano nowy rząd i przejściowy parlament, a w 1992 roku Olympio powołał opozycyjną Unię Sił Zmiany. Demokratyzacja nie trwała długo bo już w maju 1992 roku konwój Olympio został zaatakowany na zlecenie syna prezydenta Eyademy, Ernesta Gnassingbe. W 1993 roku Eyadéma wygrał zbojkotowane przez opozycję wybory prezydenckie. W 1998 roku odbyły się kolejne sfałszowane wybory prezydenckie, przeciwnikiem urzędującego dyktatora był Olympio.
W 2005, po śmierci Eyademy będącego najdłużej urzędującym dyktatorem w Afryce, zgodnie z konstytucją, po opróżnieniu urzędu prezydenta obowiązki głowy państwa miały przypaść przewodniczącemu Zgromadzenia Narodowego. Funkcję tę sprawował wówczas Fambaré Ouattara Natchaba, jednocześnie szef armii, generał Zakari Nandja poinformował o przekazaniu funkcji prezydenta ministrowi Faure Gnassingbé, a więc synowi prezydenta Eyademy. Unia Afrykańska ostro potępiła przejęcie władzy przez Gnassingbé oraz określiła je mianem wojskowego zamachu stanu. Premierem kraju został natomiast Édouard Kodjo. Faure Gnassingbé w trakcie prezydentury przeprowadził pewne reformy jednak w dalszym ciągu Togo pozostaje państwem autorytarnym gdzie łamane są prawa człowieka. Zwrotem w polityce okazało się wejście w 2010 roku do rządu dotychczasowej umiarkowanej części opozycji w tym Gilchrist Olympio. W polityce zagranicznej Gilchrist kontynuował kurs ojca polegający na utrzymywaniu najbliższych stosunków z Zachodem a szczególnie z byłymi mocarstwami kolonialnymi – Francją i Niemcami, pewną zmianą okazało się natomiast zbliżenie do Chin.

## Demografia
| 2005                     | 2005                           |
| ------------------------ | ------------------------------ |
| Liczba ludności          | 5 681 519                      |
| Ludność według wieku     |                                |
| 0–14 lat                 | 43,2%                          |
| 15–64 lat                | 54,2%                          |
| ponad 64 lata            | 2,6%                           |
| Wiek (mediana)           |                                |
| W całej populacji        | 17,78 lat                      |
| Mężczyzn                 | 17,42 lat                      |
| Kobiet                   | 18,14 lat                      |
| Przyrost naturalny       | 2,17%                          |
| Współczynnik urodzeń     | 33,48 urodzin/1000 mieszkańców |
| Współczynnik zgonów      | 11,8 zgonów/1000 mieszkańców   |
| Współczynnik migracji    | 0,0 migrantów/1000 mieszkańców |
| Ludność według płci      |                                |
| przy narodzeniu          | 1,03 mężczyzn/kobiet           |
| poniżej 15 lat           | 1,01 mężczyzn/kobiet           |
| 15–64 lat                | 0,96 mężczyzn/kobiet           |
| powyżej 64 lat           | 0,70 mężczyzn/kobiet           |
| Umieralność noworodków   |                                |
| W całej populacji        | 66,61 śmiertelnych/1000 żywych |
| płci męskiej             | 74,24 śmiertelnych/1000 żywych |
| płci żeńskiej            | 58,76 śmiertelnych/1000 żywych |
| Oczekiwana długość życia |                                |
| W całej populacji        | 52,64 lat                      |
| Mężczyzn                 | 50,64 lat                      |
| Kobiet                   | 54,70 lat                      |
| Rozrodczość              | 4,61 urodzin/kobietę           |

### Struktura etniczna

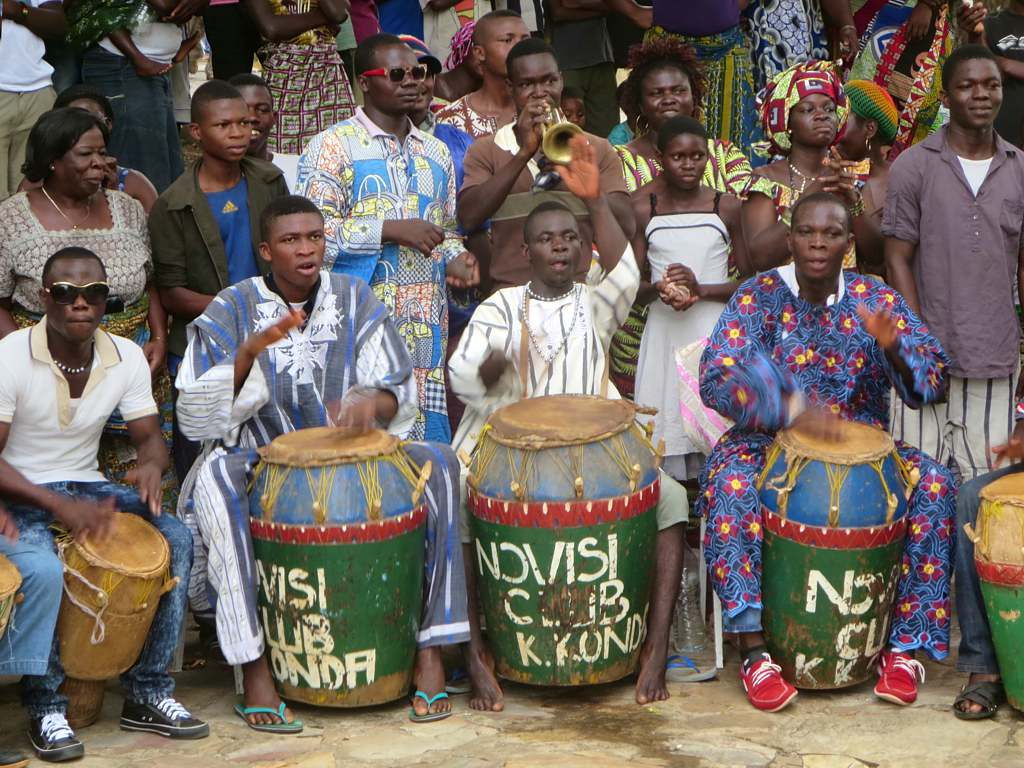
Muzycy Ewe w wiosce Kouma-Konda, w pobliżu Kpalime

| Grupa etniczna  | Język        | Liczebność w tys. | Procent ludności |
| --------------- | ------------ | ----------------- | ---------------- |
| Ewe (Gbe)       | Język ewe    | 1681              | 22,03%           |
| Kabije (Gur)    | Język kabije | 1178              | 15,44%           |
| Waci (Gbe)      | Język gbe    | 838               | 10,98%           |
| Mina (Gbe)      | Język gen    | 467               | 6,12%            |
| Moba (Gur)      | Język mobae  | 429               | 5,62%            |
| Gurma (Gur)     | Język gurma  | 281               | 3,68%            |
| Lama (Gur)      | Język lama   | 266               | 3,49%            |
| Kotokoli (Gur)  | Język tem    | 258               | 3,38%            |
| Akposo (Kwa)    | Język ikposo | 221               | 2,9%             |
| Aja (Gbe)       | Język aja    | 215               | 2,82%            |
| Basari (Gur)    | Język ntcham | 188               | 2,46%            |
| Nawdm (Gur)     | Język nawdm  | 174               | 2,28%            |
| Ife             | Język ife    | 146               | 1,91%            |
| Joruba          | Język joruba | 119               | 1,56%            |
| Borgu (Fulanie) | Język borgu  | 108               | 1,42%            |

## Religia
Struktura religijna w 2015 roku:
- chrześcijaństwo – 47,9%:
  - katolicyzm – 26,8%
  - protestantyzm – 15,6% (głównie: zielonoświątkowcy i prezbiterianie)
  - pozostali, nieokreśleni – 5,4%
- religie etniczne, animizm – 32,9%
- islam (sunnici) – 18,5%
- bahaizm – 0,4%
- brak religii – 0,3%.

## Ustrój polityczny
Togo jest republiką. Według konstytucji z 1992 głową państwa jest prezydent, wybierany przez parlament na 6 lat (do 2025 prezydent był wybierany na 5 lat w głosowaniu powszechnym). Władza ustawodawcza należy do dwuizbowego Parlamentu Togo, składającego się ze Zgromadzenia Narodowego (133 deputowanych) i Senatu (61 senatorów). Obie izby pochodzą z wyborów powszechnych. Ich kadencje trwają 6 lat.  Władzę wykonawczą sprawuje rząd z premierem na czele, powoływanym przez  Zgromadzenie Narodowe. Od 1969 roku Togo rządził Związek Ludu Togo (RPT). Wybory z 1993 roku okazały się sukcesem partii opozycyjnych, najwięcej mandatów zdobył Komitet Działania na rzecz Odnowy (CAR). RPT zdobył jednak o jeden mandat mniej niż CAR i dzięki pomocy mniejszych partii zdołał utrzymać status partii rządzącej. Wybory z 1999 roku zostały zbojkotowane przez opozycję i w parlamencie zasiedli praktycznie jedynie reprezentanci RPT.

## Podział administracyjny
Togo dzieli się na 5 regionów i stolicę, razem stanowi to 30 prefektur i jedną gminę. Stolicą Togo jest Lomé.

## Gospodarka
Kraj jest słabo rozwinięty gospodarczo. Produkt krajowy brutto na 1 mieszkańca – 446 dolarów amerykańskich (2004). ONZ zalicza Togo do grupy jednych z najsłabiej rozwiniętych państwa świata (tzw. LDC – Least Developed Countries).
Podstawą gospodarki jest rolnictwo – wytwarza ok. 34% produktu krajowego brutto i zatrudnia ok. 69% zawodowo czynnych. Grunty orne zajmują 11,3% powierzchni kraju, większość zajęta pod uprawę roślin żywieniowych, głównie manioku, jamsu, ryżu, kukurydzy, sorga, a na północy kraju – prosa. Na eksport uprawia się kawę, bawełnę oraz orzeszki ziemne, orzeszki karité, kakaowiec (dawniej gł. uprawa eksportowa). Hodowla trzody chlewnej na pd., bydła na pn. Hoduje się też owce i kozy. Połowy ryb w lagunach i na morzu.
Togo posiada jedne z największych na świecie złóż fosforytów (na pd. w Akoupamé i Hahotoé) – wydobycie 2,1 mln ton w 2000 r. (754 tys. t w przeliczeniu na czysty składnik). Eksploatuje się także wapienie, marmury, sól. Produkcja energii elektrycznej w elektrowniach wodnych. Przemysł wytwarza 20,4% produktu krajowego brutto, obejmuje głównie niewielkie zakłady spożywcze i włókiennicze oraz cementownie. Rzemieślnicy wyrabiają tkaniny, produkty z liści palmowych i słomy, wyroby garncarskie.
Wywóz fosforytów (48% wartości eksportu – 1991), kawy (3,6%), kakao, bawełny do Holandii, Francji, Hiszpanii, USA. Import maszyn i środków transportu, żywności, tkanin bawełnianych, produktów naftowych z Chin, Indii, Francji, Holandii, Niemiec oraz Wielkiej Brytanii.

### Transport
Sieć transportowa słabo rozwinięta.
7,9 tys. km dróg kołowych, w tym 2,5 tys. km o utwardzonej nawierzchni. Główny port morski i lotnisko w Lomé, port wywozu fosforytów – Kpemé.

#### Transport kolejowy
Linie kolejowe (dł. 568 km) głównie w pd. części kraju. Podstawy sieci zbudowali Niemcy, poczynając od budowy linii Lome – Anecho w 1905 (44 km, tzw. kolej kokosowa). W 1907 powstała kolej kawowa z Lome do Kpalime (119 km), a w 1911 kolej bawełniana z Lome do Atakpame (154 km). W 1933 odcinek z Atakpame przedłużono do Blitta (o 122 km).

## Kultura
Dziedzictwem urastającym do symbolu Togo jest Koutammakou, ziemia ludu Batammariba z bardzo charakterystyczną architekturą wkomponowaną w półpustynny krajobraz. Są to gliniane domy z wieżami, zwane także pałacami (Takienta), choć sama nazwa może być myląca. Jest to jeden z najbiedniejszych regionów Togo, a warunki życia mieszkańców tych pałaców nie charakteryzują się luksusem.
W 2004 roku Koutammakou znalazło się na liście dziedzictwa kulturowego UNESCO.
| Data        | Polska nazwa          | Oryginalna nazwa |
| ----------- | --------------------- | ---------------- |
| 1 stycznia  | Nowy Rok              |                  |
| 27 kwietnia | Święto Niepodległości | Indépendance     |

## Sport
Pierwszy w historii Togo medal na igrzyskach olimpijskich zdobył w Pekinie w 2008 roku Benjamin Boukpeti, reprezentant tego kraju w kajakarstwie górskim, który w slalomie kategorii K-1 zajął 3. miejsce. Reprezentacja Togo w piłce nożnej awansowała do Mistrzostw Świata w Niemczech w 2006, które ukończyła na ostatnim miejscu w grupie G.